# Stazione di Landro
La stazione di Landro (in tedesco Bahnhof Höhlenstein) sorgeva lungo la ferrovia delle Dolomiti che serviva Landro, frazione di Dobbiaco distrutta dalla prima guerra mondiale nel 1915. Inaugurata nel 1921, venne chiusa il 23 marzo 1962. Era all'altitudine: m. 1407.

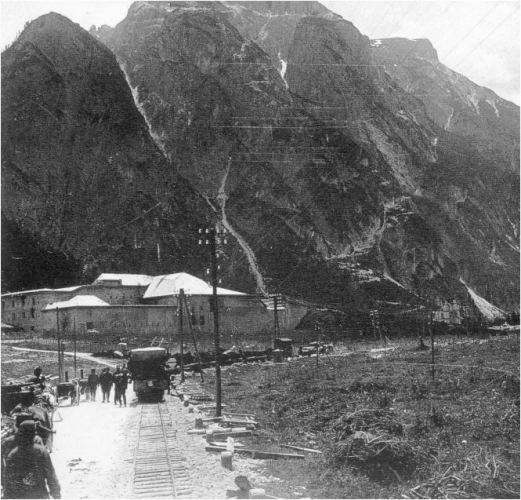
Un treno della ferrovia delle Dolomiti presso il forte di Landro

## Storia
Nel 1915 lo scoppio della Grande Guerra portò i soldati austriaci a realizzare una ferrovia "da campo" (in tedesco, Feldbahn) a scartamento ridotto per il trasporto di munizioni e provviste fra Dobbiaco e Landro con caratteristiche di ferrovia da campo. Finita la guerra, la linea rimase in completo abbandono fino alla primavera del 1919 quando il genio militare italiano intervenne a completare l'intera ferrovia fino a Calalzo, completata nel 1920 previo cambio di scartamento da 750 a 950 mm nelle tratte costruite dagli austriaci, utilizzando fra l'altro materiali posti in opera sulla tranvia Udine-San Daniele, prima che fosse decisa la riapertura di quest'ultima.
La linea venne attivata il 15 giugno del 1921 sotto la direzione militare la linea fino al 1º gennaio 1923 quando l'esercizio fu affidato al Regio Circolo Ferroviario di Bolzano.
Nell'estate del 1924 il Ministero dei Lavori Pubblici affidò la concessione per l'esercizio, della linea della durata di 35 anni, alla Società Ferrovie delle Dolomiti (SFD), consociata alla Società Veneta.
Il 1 luglio 1929 fu inaugurata la trazione elettrica, che diede forte impulso al traffico ferroviario fino a tutta la seconda guerra mondiale. Nel secondo dopoguerra il clima appariva tuttavia non favorevole al trasporto ferroviario, anche a causa della nascente motorizzazione privata: anche a seguito di un incidente avvenuto ad Acquabona, dal 3 dicembre 1961 si decise di collegare Dobbiaco con Cortina con un servizio di autobus; il servizio ferroviario fu parzialmente ripreso il 30 dello stesso mese, per cessare definitivamente su tale tratta il 23 marzo 1962.
Il tracciato della ferrovia fra Dobbiaco e Cortina venne in seguito riutilizzato come percorso di sci da fondo in inverno e pista ciclabile in estate.